# Victor Bockris

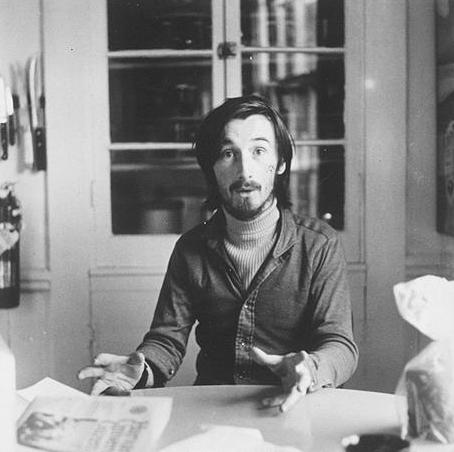
Retrato de Victor Bockris en 1972, por Elsa Dorfman.

Victor Bockris (Sussex, 1949) es un escritor inglés, pero residente en los Estados Unidos, especializado en biografías de artistas, escritores y músicos. Bockris nació en Sussex, en 1949; pero su familia se trasladó a Pensilvania cuando tenía cuatro años. Se graduó en la Universidad de Pensilvania, donde sus padres trabajaban, en 1971. En Filadelfia fundó la editorial Telegraph Books.
En 1973 se mudó a Nueva York, donde se asoció con Warhol y Burroughs. Trabajó para Warhol en The Factory y publicó varias obras en la revista Interview, frecuentemente en colaboración con Andrew Wylie, hoy en día más conocido como agente literario. Bockris también publicó en Hight Times, Gadfly y Drummer. Ha redactado trabajos sobre Lou Reed (y The Velvet Underground), Andy Warhol, Keith Richards, William S. Burroughs, Terry Southern, Blondie, Patti Smith y Muhammad Ali . También ha ayudado a John Cale y Bebe Buell a escribir sus autobiografías. En su libro Beat Punks explora las relaciones entre los artistas bohemios de los años 1950 (los beats) y los de los años 1970 (los punks).